# 2016年トルコクーデター未遂事件
2016年トルコクーデター未遂事件（2016ねんトルコクーデターみすいじけん、トルコ語: 15 Temmuz Darbe Girişimi「7月15日クーデター未遂」）は、2016年7月15日にトルコで同国軍の一部がクーデターを画策し失敗に終わった事件である。民間人を含め、死者は290人に及んだ。

## 背景
2003年に首相に就任し、11年務めた後の2014年に大統領に就任したレジェップ・タイイップ・エルドアンは好調な経済を背景に支持率を高める一方、独裁的な傾向を強め、トルコのイスラム化政策を推し進めた。これに対して、エルドアン率いる公正発展党（AKP）政権成立当初から世俗派の守護者を自負するトルコ軍は政教分離を重視していたため、軍との関係は良くなかった。
また2013年には広範な政治背景の若者を中心に始まったゲズィ公園の反政府デモの発生や12月のギュレン派検事によるAKP政権への大規模な汚職捜査によって、エルドアン政権の人気に翳りが見え始めていた。
2015年6月の総選挙でクルド系の政党HDPが躍進したことでAKPの国会議席過半数割れを起こしたため、クルディスタン労働者党（PKK）との和平交渉の決裂によって、極右の民族主義者行動党（MHP）に接近したことで11月の再選挙でAKP単独過半数を回復した。
そのような中、事件直前の2016年5月5日には憲法改正による大統領権限の強化を目指すエルドアンと対立してきた首相（公正発展党党首）のアフメト・ダウトオールが辞任を表明するなど、エルドアンによる強権体制の強化が懸念された。

## 推移

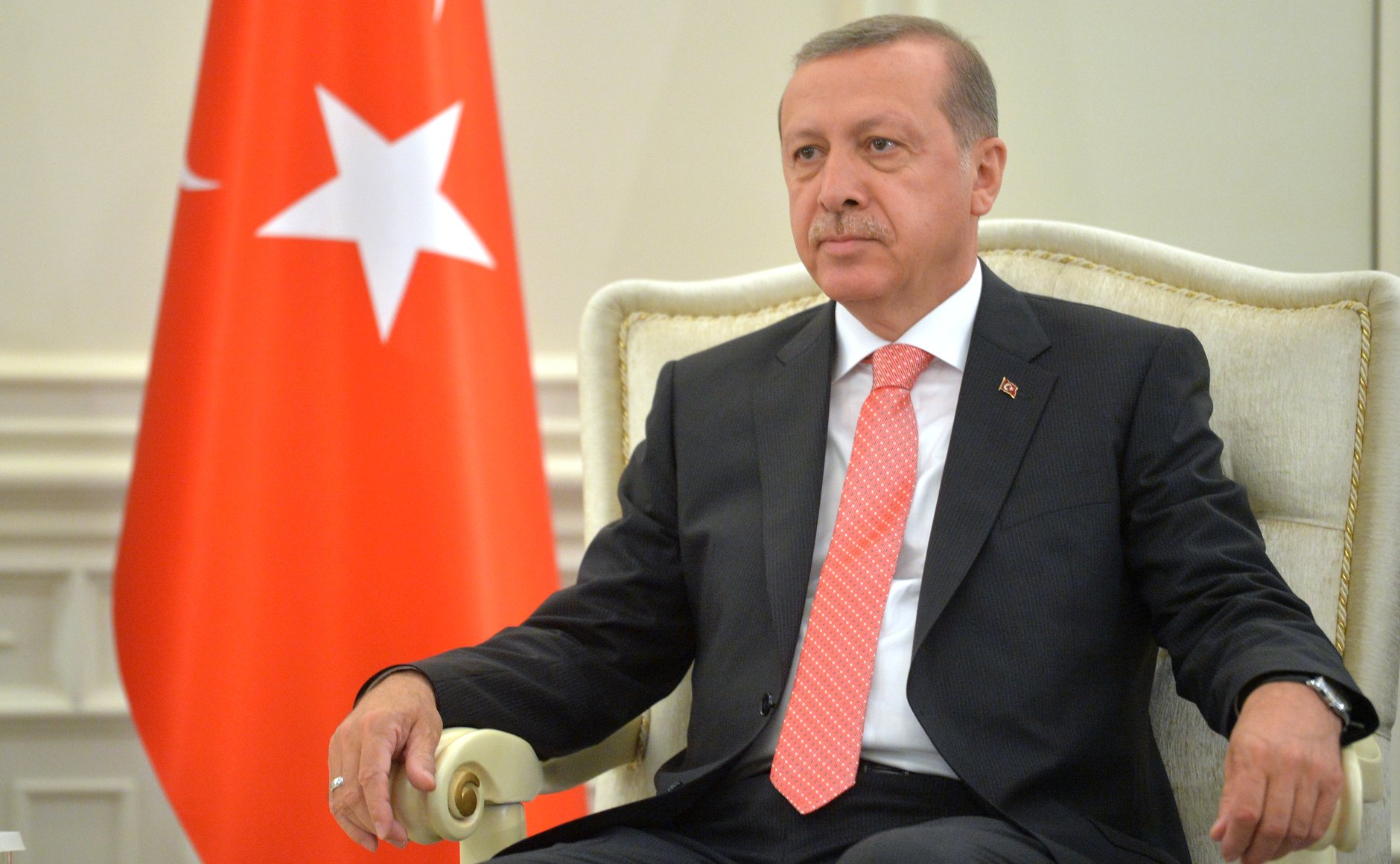
レジェップ・タイイップ・エルドアン大統領

2016年7月15日夜、トルコ軍の一部反乱勢力がイスタンブールのボスポラス海峡に架かるボスポラス大橋とファーティフ・スルタン・メフメト橋を部分的に封鎖し、首都アンカラ上空では軍用機で低空飛行を行ったほか、イスタンブールやアンカラの路上には兵士が展開した。15日は金曜日であったためイスタンブールは多くの人々でにぎわっていたが、クーデター発生により人々は家路を急ぎ、町から人の姿は消えた。またイスタンブールにあるアタチュルク国際空港の周辺には戦車が展開され、同空港に到着予定だった航空便はキャンセルされた。
また、作戦初期の段階で参謀総長のフルシ・アカルがアキンジ空軍基地で反乱勢力に身柄を拘束され、人質となった。
事件当日、エルドアンは休暇のため、リゾート地マルマリスに滞在していた。反乱勢力の首謀者はこのタイミングを利用してエルドアンを攻撃することを決定し、反乱勢力のエリート部隊25人が3機のヘリコプターに分乗し、エルドアンの滞在するホテルに乗り込んだが、到着の数分前に大統領特別治安部隊はエルドアンを密かにホテルから退避させていた。その直後にホテルは爆破され、間一髪で難を逃れたエルドアンは治安部隊によって近くにある別のホテルに匿われ、安全を確保することとなった。マルマリスでは反乱勢力と大統領側の治安部隊、地元警官隊との間で銃撃戦が発生し、反乱勢力はエルドアンの身柄を拘束することなく退散する。エルドアン自身への攻撃はなされなかったものの、エルドアンの主席秘書官は拉致された。この後、エルドアンはビジネスジェット機でイスタンブールに向かうため午後10時40分頃にマルマリスから車で約1時間15分程度の場所にあるダラマン空港を出発するが、最中に反乱勢力のF-16戦闘機2機に追いかけられ、何度も飛行の邪魔をされたものの、反乱勢力のパイロットはなぜか最後までミサイルを発射することはなかった。
首相のビナリ・ユルドゥルムは民放テレビ局NTVの電話インタビューにて、軍の一部により何らかの企てが行われた可能性について調査していると発言、これは政治権力を強奪する違法行為であり、試みた者は大きな代償を支払うことになるとし、これをクーデターと呼ぶのは適当でないともした。
その後、「内に平和、外に平和」評議会を名乗る反乱勢力がテレビや電子メールを通じ、権力を掌握したと発表。自らをトルコ正規軍より上に立つ存在であると主張した。クーデターはトルコにおいて憲法による秩序や民主主義、人権、自由といった価値観を保証し、回復させ、最高法規をトルコ全土にまで行き渡らせ、崩壊した秩序を回復させるために実行したとしたほか、トルコがこれまでに締結した全ての国際的な合意や責任は引き続き有効であり、全世界の国家との友好関係が保たれることを希望するとした。
祖国平和協議会はTRTに押しかけ、放送中の天気予報を中断させ、職員を後ろ手に縛り質問を禁じた後、数人を残して密室へと連行し、残ったアンカーウーマンであるティジェン・カラシュを銃で脅しながら声明文を読むよう強制した。そのさなか、イスタンブールに向かっていたエルドアンはスマートフォンのテレビ電話アプリFaceTimeを利用してCNNトルコに出演。カメラがスマートフォンに向けられる中、エルドアンは国民に対し、クーデターは成功しないとし、広場や空港に集まるよう呼びかけた。また、トルコ政府は、これは軍の一部が指揮系統から外れ、民主的に選出された政府を打倒する試みであり、トルコの民主主義に対する攻撃であるとしたほか、反乱勢力の声明は軍司令官の承認を受けたものではないと指摘。トルコ政府は世界に対し、トルコ国民との連帯を求めた。トルコ国営放送への襲撃から数時間後、反乱勢力はCNNトルコや日刊紙ヒュッリイェト、その姉妹紙で英字紙のヒュッリイェト・デーリー・ニューズなどを所有するドアン・メディア・グループの施設を襲撃する。CNNトルコの画面は何も映らなくなり、銃声や言い争いをする声だけが流れた。またヒュッリイェトの編集主幹は新聞印刷を断念するに至った。
16日夜明け前、アタチュルク国際空港に到着したエルドアンは記者会見を行い、一連の政権転覆の試みはイスラム説教師のフェトフッラー・ギュレンを支持する一派によるものであるとし、反乱勢力に関わった兵士らの拘束を開始しているとした。しかし、反乱勢力は抵抗をやめず、午前6時半前に軍用機でアンカラにある大統領府付近で空爆を実施し、数発の爆弾は大統領府の建物をわずかに外れ着弾。この攻撃により、多数の市民が負傷し、煙が空を覆った。逆に正規軍は反乱勢力が大統領府外に展開した戦車に対し、F16戦闘機による空爆を実施。また反乱勢力が衛星通信施設への攻撃に使ったヘリコプターは、正規軍によりアンカラのゴルバシで撃墜された。
やがてユルドゥルム、MITの報道官がNTVテレビに対し、クーデターは失敗したとの見解を表明。ユルドゥルムは国内が政府の統制下においているとし、MIT報道官は反乱勢力がハイジャックしたヘリコプターでMITを標的にしようとしたが、負傷者はいないことも明かした。16日正午前、参謀総長代行がクーデターの失敗を宣言し、反乱は12時間足らずで鎮圧された。

## クーデター失敗後
クーデターが失敗した16日、公正発展党、共和人民党、民族主義者行動党、国民民主主義党の主要4政党は共同でクーデターを非難する声明を発表。政治的な違いは存在するが、国民の意思に沿い、受け入れ続けるとした。
また翌日の17日、アンカラのクズライ広場やイスタンブールのタクスィム広場にはクーデター失敗を祝う民衆が国旗を手に集まった。

### エルドアンの盟友の死
クーデター未遂の騒乱では、エルドアンの旧友であり、2014年の大統領選でエルドアン陣営の選挙活動を立案したエロル・オルチャクがボスポラス海峡の橋の上でクーデターに抗議していた際、16歳の息子と共に射殺された。17日に行われたエロルの葬儀にエルドアンも参列して弔辞を述べ、涙を流す姿がテレビで放送された。

### 死刑制度の復活
エルドアン支持者の中からは死刑復活を要望する声が出始め、死刑制度復活を求める群衆に対し、エルドアンは民主主義を尊重する立場から死刑制度復活を示唆。18日にはCNNテレビのインタビューにて、議会が死刑制度復活を議決すれば大統領として承認すると述べた。しかしトルコが2004年に死刑制度を廃止したのはトルコが希望するEU加盟のためであり、7月18日にドイツ政府報道官のシュテッフェン・ザイベルトはトルコが死刑制度を復活させた場合にはEU加盟は不可能になるとの見解を示した。

### 反乱勢力への処罰

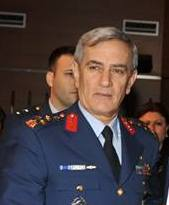
アキン・オズトゥルク

クーデターが鎮圧された後、エルドアン政権による一大粛清が行われる。
関与したとされる軍関係者が次々に身柄を拘束され、7月18日までに軍関係者、検察当局や判事など司法関係者の約7,500人以上を拘束したほか、警察官約7900人、地方の知事や首長30人を含む公務員8700人を解任した。
疑いをかけられた軍人の中でも最高位である前空軍司令官アキン・オズトゥルクは一時、クーデターにて主な役割を果たしたことを自供したが、その後は容疑の否認に転じたと報じられた。オズトゥルクは18日にアンカラで開かれた刑事裁判所に出廷し、クーデターの計画も主導もしていないと容疑を否認した。
16日にはトルコ軍兵士8人がヘリコプターでギリシャに飛び、政治亡命を要請。しかし8人はギリシャへの不法入国やギリシャ・トルコ間の友好関係を悪化させた容疑に問われ起訴された。彼らはクーデター計画を知らず、上官の指示によりイスタンブールの路上にいた負傷者を運んだだけと弁護人に主張したものの、トルコのチャブシオール外相は8人を裏切り者とし、ギリシャに対し即時身柄引き渡しを求めた。

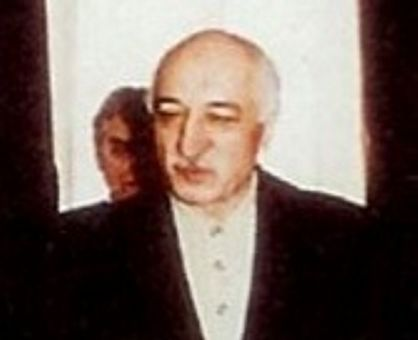
フェトフッラー・ギュレン

別の黒幕として、元軍法律顧問のムハレム・コセの名前がトルコ政府側によって挙げられている。コセはイスラム説教師のフェトフッラー・ギュレンの支持者であるギュレン運動の一員で、ギュレン運動はかつてエルドアンの支持母体となるなど、ギュレンとエルドアンは協力関係にあったものの、2013年末にエルドアン政権に大規模汚職事件が発覚し、エルドアン側はギュレンが仕掛けたものとして両者の関係は悪化。こうしたことから、トルコ政府は反乱勢力がギュレン運動とつながっていたとして、アメリカに対しギュレンの身柄引き渡し要求が行われたが、ギュレンはクーデターを非難し、自身の関与を否定している。また引き渡しを要求されたアメリカも、ギュレンがクーデターに関与した証拠を示すよう求めた。また、エルドアンと対立するエジプトやアラブ首長国連邦のクーデター支援も主張された。
2020年11月26日、トルコの裁判所はクーデター未遂事件をめぐり、元空軍パイロットら337人に対し殺人や憲法違反、エルドアン大統領の暗殺未遂などの罪で終身刑を言い渡した。

### アメリカとの対立
トルコ政府は、多数のクーデター活動家や支援者らを逮捕する過程でアメリカ人牧師アンドリュー・ブランソンを拘束。このことはアメリカ合衆国（ドナルド・トランプ政権）側から激しい非難と関税報復を招くこととなり国際問題化、2018年8月のトルコリラ暴落（トルコ・ショック）のきっかけにもなった。トルコの裁判所は、2018年10月、ブランソンに対して有罪判決を下すが、未決勾留期間を刑期に算入するなどにより海外渡航禁止措置を解除。ブランソンがアメリカへ出国することで、決着が付けられた。

## クーデター失敗の理由
過去トルコでは軍部によるクーデターが何度か行われてきたが、今回のクーデター計画が失敗に終わった理由はいくつか指摘されている。
- クーデター計画の準備不足[4]
- 軍全体で起こしたクーデターではなかった[4]
- 国際社会の支持を取り付けることができなかった
- 国民の支持を得られなかった[13]

反乱勢力はクーデター計画が漏れるのを恐れ、予定を早めざるを得なかったとされるほか、軍全体の支持を得られると軽く見ていたフシがあり、結果として一部での蜂起にとどまった。またアメリカや日本、ドイツ、イギリス、ロシア、中国などは現政権の支持を次々に表明し、反乱勢力は国際社会の支持を得られなかった。
過去の軍が起こしたクーデターは治安回復を希望する国民の支持を得てきた。今回もエルドアン政権に対する不満が国民の間にはあるものの、暴力や流血による解決は望んでいなかったほか、経済発展が順調だったことも国民の支持を得られない一因となった。

### ロシア軍の関与疑惑
クーデター失敗の背景に、トルコの隣国シリアで続く内戦に介入していたロシア連邦軍による諜報活動があったのではないかという疑惑が浮上している。
イラン政府系の報道機関であるファルス通信が伝えたところによると、トルコでクーデターが発生する直前、シリア・ラタキアのロシア空軍基地に展開していたロシア連邦軍参謀本部情報総局（GRU）の「第6局」（シギントを担当）がトルコ軍の通信を傍受し、反乱勢力がエルドアン大統領の滞在するホテルに軍用ヘリ数機を差し向け、大統領を拘束ないし殺害する計画を話し合っていることをつかんだ。これを受けたロシア側がトルコ政府に情報を提供し、トルコの諜報機関を通じてトルコ軍参謀総長にクーデター計画が伝えられたことで反乱勢力が狼狽して決起予定を約12時間も早め、クーデター失敗の一因になったという。ロシア・トルコ両政府は報道内容を否定しているが、この説はトルコ政府が「クーデター直前、軍に″異常な行動″が見られた」と主張していることと一部で辻褄が合う。
ロシア軍が関与したと指摘される背景に、シリア内戦を巡る情勢変化がある。
2015年9月にロシア軍がシリア内戦への介入を開始して以来戦況はアサド政権軍有利に傾く一方、クルド人勢力のロジャヴァもまたロシア及びアメリカの支援を受けて勢力を拡大させており、アサド政権軍とクルド人勢力双方を敵視しているトルコにとって不利な状況となった。この状況でシリアにクルド人国家が樹立され、その動きが自国に飛び火することを恐れたトルコはロシア軍爆撃機撃墜事件などで激しく対立してきたロシアと和解し、クルド人勢力を掣肘することを企図した。実際、クーデター直前となる2016年6月にエルドアン大統領は前述のロシア軍機撃墜事件について謝罪し、ロシア側と関係の正常化で合意している。このことから、ロシア側はトルコとの関係正常化の一環として、自国の諜報能力が明らかになることを分かったうえであえて通信傍受で得た情報をトルコ側に流したのではないかと考えられている。
ロシア軍関与説の真偽はともかくとしても、クーデター失敗後エルドアン政権はロシアへの接近を強めており、この事件をきっかけにしてロシア・トルコ両国の関係が大きく進展したことは疑いようがない。

## SNSの活躍
今回のクーデター未遂ではSNSが重要な役割を果たしたと指摘されている。反乱勢力によるクーデターの様子はFacebookのライブストリーミングで配信されていた。またイスタンブールに移動中のエルドアンが国民に呼びかけたのはFaceTimeを利用してのことであり、これが国民の抵抗に大きな役割を果たすことになるが、当のエルドアンはSNS嫌いで知られるという皮肉な結果となった。

## 余波
7月10日よりイスタンブールのイスタンブール・コングレス・センターにおいて開催していたユネスコによる第40回世界遺産委員会の議事が中断し、日本の国立西洋美術館を含むル・コルビュジエの建築作品-近代建築運動への顕著な貢献-などの審査が翌日に延期となったほか（翌日に世界遺産登録決定）、紀伊山地の霊場と参詣道における熊野古道の登録範囲を拡張する審査は取り止めとなり、委員会そのものも20日までの会期だったものが17日で終了した。